# Heerlijkheid Chièvres
De heerlijkheid Chièvres was een heerlijkheid rond de stad Chièvres in de Belgische provincie Henegouwen.
De eerste heer van Chièvres waarvan de geschiedenis de naam bewaard heeft, is Legbert (10e eeuw).
Rond die tijd (10e eeuw) werd de heerlijkheid Chièvres opgenomen in het gebied van de mark Ename. 
Omstreeks 1125 werd het opnieuw afgesplitst ten gunste van de graaf van Henegouwen. In die tijd waren de heren van Gavere ook heer van Chièvre. Raas III van Gavere was getrouwd met Eva (of Domizona) van Chièvres.
In 1193 wordt de heerlijkheid verdeeld en van dan af dragen meerdere families de titel heer van Chièvre.